# Tera Patrick
Tera Patrick (születési nevén Linda Ann Hopkins, Great Falls, Montana, 1976. július 25. –) amerikai pornószínésznő, modell.

## Élete
Linda Ann Hopkins néven született, és San Franciscóban nevelkedett. Apja angol, ír és német felmenőkkel rendelkezik, míg anyja thaiföldi származású. Amikor Tera tíz éves volt, anyja elhagyta őt, így apjával, David Hopkins-szal nőtt fel. Két évig a Barbizon Modeling and Acting Schoolban tanult hétvégenként. Egyik fotózása közben szexuálisan zaklatta a fényképésze. Ezután két évet Tokióban töltött. Miután apja megtudta, hogy lánya a pornószakmában tevékenykedik, panaszt tett az ügynökségnek, hogy ő még kiskorú. Az ügynökség erre visszaküldte őt az Egyesült Államokba.
2000. februárjában a Penthouse magazin a "hónap házikedvencének" (Pet of the Month) nevezte.

## Magánélete
Tera 2004. január 9.-én házasodott össze Evan Seinfelddel. 2009. szeptember 30.-án elváltak. Van egy cége, a TeraVision Inc.
2012. február 25.-én egy leánya született. A lány apja Tony Acosta.
Egy 2018. szeptember 6.-os interjú szerint Patrick Olaszországba költözött a lányával, ahol összeházasodott egy ügyvéddel.